# Internationale Anerkennung des Kosovo
Seit der Unabhängigkeitserklärung des Kosovo am 17. Februar 2008 haben 117 von insgesamt 193 Mitgliedstaaten der Vereinten Nationen die Republik Kosovo als unabhängigen Staat diplomatisch anerkannt. Darunter befinden sich drei der fünf Vetomächte im UN-Sicherheitsrat, 22 der 27 Mitgliedstaaten der Europäischen Union, 28 der 32 NATO-Mitglieder und 35 der 56 Mitglieder der Organisation für Islamische Zusammenarbeit. Nicht alle diese Staaten haben jedoch tatsächlich diplomatische Beziehungen, nur ein Teil davon hat Botschafter entsandt und eine Reihe von Staaten hat ihre ursprüngliche Anerkennung später wieder zurückgezogen.
Bei der internationalen Anerkennung des Kosovo können grob drei Gruppen unterschieden werden:
- die anerkennenden Staaten, die durch eine diplomatische Note das Land als unabhängig erachten,
- die ausdrücklich völkerrechtlich nicht anerkennenden Staaten, deren Regierungen explizit eine Anerkennung aus verschiedenen Gründen ablehnen, sowie
- diejenigen Staaten, welche keine Stellung bezogen haben.

Die folgende Weltkarte zeigt diejenigen Länder, die die Republik Kosovo anerkennen. Das kosovarische Außenministerium ist über die Anerkennung seines Landes anderer Ansichten als das serbische. Daher gibt es verschiedene Meinungen, die in dieser Karte nicht dargestellt sind.

## Anerkennungen und Mitgliedschaften

### UN-Mitgliedstaaten

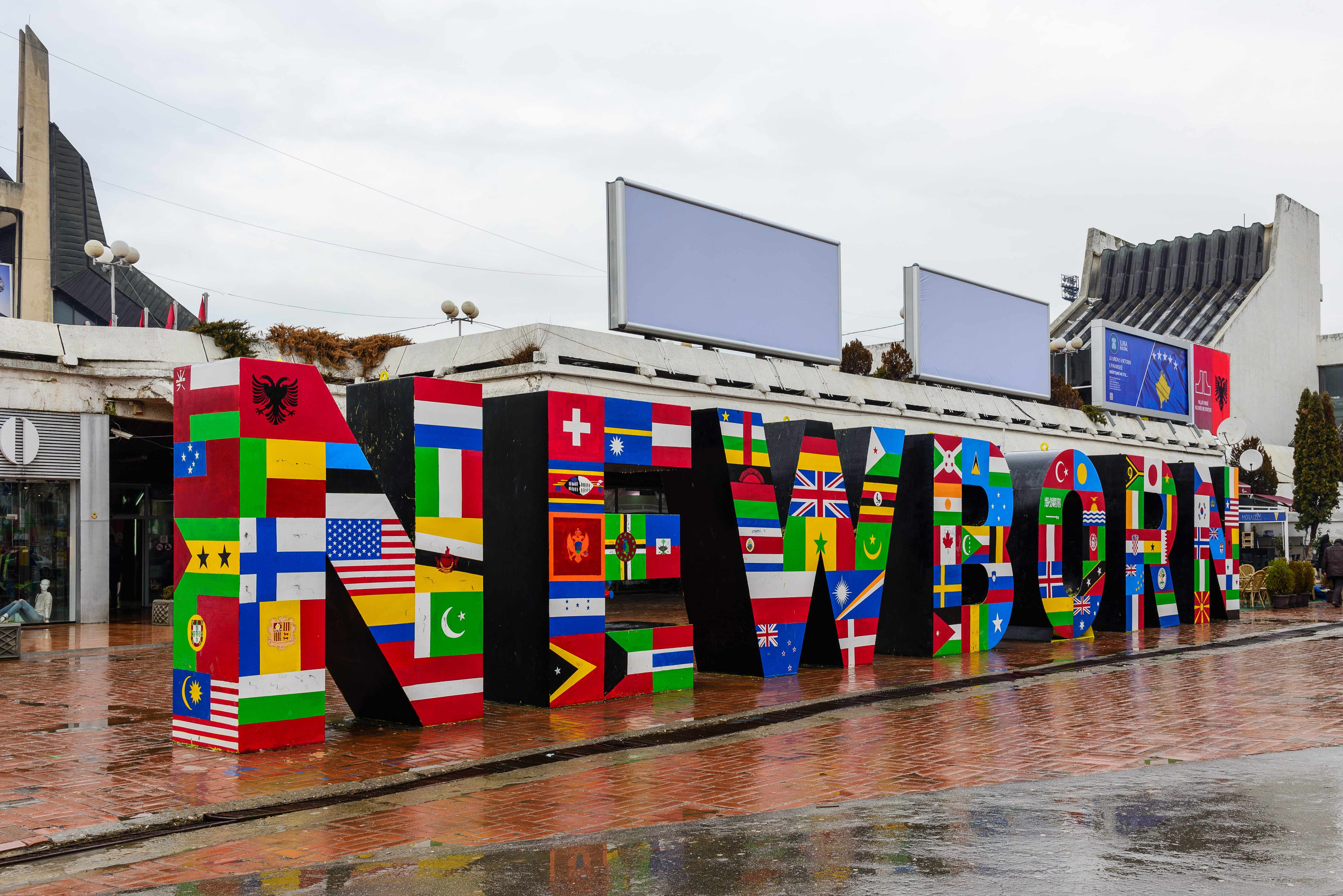
Das NEWBORN-Monument in Pristina mit Flaggen aller Staaten, die den Kosovo anerkannt haben (2013)

|     | Staat                              | Datum         | Diplomatische Beziehungen                                                                                               | Quelle                          |
| --- | ---------------------------------- | ------------- | --- | ------------------------------- |
| 1   | Costa Rica                         | 17. Feb. 2008 | diplomatische Beziehungen seit 23. Sep. 2013                                                                            | [ 3 ]                           |
| 2   | Afghanistan                        | 18. Feb. 2008 | akkreditierter Botschafter Afghanistans in Sofia                                                                        | [ 5 ]                           |
| 3   | Frankreich                         | 18. Feb. 2008 | gegenseitige Botschaften                                                                                                | [ 7 ] [ 8 ]                     |
| 4   | Vereinigtes Königreich             | 18. Feb. 2008 | gegenseitige Botschaften                                                                                                | [ 9 ] [ 10 ]                    |
| 5   | Vereinigte Staaten                 | 18. Feb. 2008 | gegenseitige Botschaften                                                                                                | [ 11 ] [ 12 ]                   |
| 6   | Albanien                           | 18. Feb. 2008 | → Albanisch-kosovarische Beziehungen gegenseitige Botschaften                                                           | [ 13 ]                          |
| 7   | Türkei                             | 18. Feb. 2008 | gegenseitige Botschaften                                                                                                | [ 14 ] [ 15 ]                   |
| 8   | Australien                         | 19. Feb. 2008 | diplomatische Beziehungen seit 21. Mai 2008; akkreditierter Botschafter Australiens in Wien Botschaft Kosovos           | [ 17 ]                          |
| 9   | Senegal                            | 19. Feb. 2008 | diplomatische Beziehungen seit 15. Feb. 2014                                                                            | [ 19 ]                          |
| 10  | Deutschland                        | 20. Feb. 2008 | → Deutsch-kosovarische Beziehungen gegenseitige Botschaften                                                             | [ 20 ] [ 21 ]                   |
| 11  | Lettland                           | 20. Feb. 2008 | diplomatische Beziehungen                                                                                               | [ 22 ]                          |
| 12  | Dänemark                           | 21. Feb. 2008 | diplomatische Beziehungen                                                                                               |                                 |
| 13  | Estland                            | 21. Feb. 2008 | diplomatische Beziehungen seit 24. Apr. 2008                                                                            | [ 24 ]                          |
| 14  | Italien                            | 21. Feb. 2008 | gegenseitige Botschaften                                                                                                | [ 25 ] [ 26 ]                   |
| 15  | Luxemburg                          | 21. Feb. 2008 | Verbindungsbüro in Pristina                                                                                             | [ 27 ]                          |
| 16  | Peru                               | 22. Feb. 2008 | | [ 28 ]                          |
| 17  | Belgien                            | 24. Feb. 2008 | Verbindungsbüro in Pristina Botschaft Kosovos                                                                           | [ 29 ]                          |
| 18  | Polen                              | 26. Feb. 2008 | → Kosovarisch-polnische Beziehungen                                                                                     | [ 30 ] [ 31 ]                   |
| 19  | Schweiz                            | 27. Feb. 2008 | gegenseitige Botschaften                                                                                                | [ 32 ] [ 33 ]                   |
| 20  | Österreich                         | 27. Feb. 2008 | gegenseitige Botschaften                                                                                                | [ 34 ] [ 35 ]                   |
| 21  | Irland                             | 29. Feb. 2008 | diplomatische Beziehungen                                                                                               | [ 36 ] [ 37 ]                   |
| 22  | Schweden                           | 4. März 2008  | Verbindungsbüro in Pristina Botschaft Kosovos                                                                           | [ 38 ] [ 39 ]                   |
| 23  | Niederlande                        | 4. März 2008  | gegenseitige Botschaften                                                                                                | [ 40 ]                          |
| 24  | Island                             | 5. März 2008  | diplomatische Beziehungen seit 16. Mai 2012                                                                             | [ 42 ]                          |
| 25  | Slowenien                          | 5. März 2008  | gegenseitige Botschaften                                                                                                | [ 43 ] [ 44 ]                   |
| 26  | Finnland                           | 7. März 2008  | Botschaft in Pristina                                                                                                   | [ 45 ] [ 46 ]                   |
| 27  | Japan                              | 18. März 2008 | Verbindungsbüro in Pristina Botschaft Kosovos                                                                           | [ 47 ] [ 48 ] [ 26 ]            |
| 28  | Kanada                             | 18. März 2008 | diplomatische Beziehungen                                                                                               | [ 49 ] [ 50 ]                   |
| 29  | Monaco                             | 19. März 2008 | diplomatische Beziehungen                                                                                               | [ 52 ]                          |
| 30  | Ungarn                             | 19. März 2008 | gegenseitige Botschaften                                                                                                | [ 53 ] [ 54 ]                   |
| 31  | Kroatien                           | 19. März 2008 | gegenseitige Botschaften                                                                                                | [ 55 ] [ 56 ]                   |
| 32  | Bulgarien                          | 20. März 2008 | gegenseitige Botschaften                                                                                                | [ 57 ]                          |
| 33  | Liechtenstein                      | 25. März 2008 | diplomatische Beziehungen seit 28. Juni 2012                                                                            | [ 59 ]                          |
| 34  | Südkorea                           | 28. März 2008 | | [ 60 ] [ 61 ]                   |
| 35  | Norwegen                           | 28. März 2008 | Botschaft in Pristina                                                                                                   | [ 62 ] [ 63 ]                   |
| 36  | Marshallinseln                     | 17. Apr. 2008 | zwischenstaatliche Beziehungen seit 27. Okt. 2013                                                                       | [ 65 ]                          |
| 37  | Nauru                              | 23. Apr. 2008 | laut Serbien Aberkennung am 13. Nov. 2019                                                                               | [ 66 ] [ 67 ] [ 68 ]            |
| 38  | Burkina Faso                       | 24. Apr. 2008 | diplomatische Beziehungen seit 6. Dez. 2012                                                                             | [ 70 ]                          |
| 39  | Litauen                            | 6. Mai 2008   | diplomatische Beziehungen                                                                                               | [ 71 ] [ 72 ]                   |
| 40  | San Marino                         | 11. Mai 2008  | diplomatische Beziehungen                                                                                               | [ 73 ] [ 74 ]                   |
| 41  | Tschechien                         | 21. Mai 2008  | gegenseitige Botschaften                                                                                                | [ 75 ] [ 76 ]                   |
| 42  | Liberia                            | 30. Mai 2008  | diplomatische Beziehungen                                                                                               | [ 75 ] [ 77 ]                   |
| 43  | Sierra Leone                       | 13. Juni 2008 | diplomatische Beziehungen seit 24. Nov. 2015 laut Serbien Aberkennung am 3. März 2020                                   | [ 79 ]                          |
| 44  | Kolumbien                          | 4. Aug. 2008  | diplomatische Beziehungen seit 3. März 2019                                                                             | [ 81 ]                          |
| 45  | Belize                             | 7. Aug. 2008  | diplomatische Beziehungen seit 30. Apr. 2016                                                                            | [ 75 ]                          |
| 46  | Malta                              | 21. Aug. 2008 | diplomatische Beziehungen seit 22. Sep. 2011                                                                            | [ 84 ]                          |
| 47  | Samoa                              | 15. Sep. 2008 | zwischenstaatliche Beziehungen seit 10. März 2017                                                                       | [ 86 ]                          |
| 48  | Portugal                           | 7. Okt. 2008  | → Kosovarisch-portugiesische Beziehungen diplomatische Beziehungen                                                      | [ 87 ]                          |
| 49  | Montenegro                         | 9. Okt. 2008  | diplomatische Beziehungen                                                                                               | [ 88 ] [ 89 ]                   |
| 50  | Nordmazedonien                     | 9. Okt. 2008  | gegenseitige Botschaften                                                                                                | [ 90 ] [ 91 ]                   |
| 51  | Vereinigte Arabische Emirate       | 14. Okt. 2008 | diplomatische Beziehungen                                                                                               | [ 92 ] [ 93 ]                   |
| 52  | Malaysia                           | 31. Okt. 2008 | diplomatische Beziehungen seit 8. März 2011; akkreditierter Botschafter Malaysias in Rom                                | [ 95 ]                          |
| 53  | Föderierte Staaten von Mikronesien | 5. Dez. 2008  | diplomatische Beziehungen seit 19. Sep. 2013                                                                            | [ 97 ]                          |
| 54  | Panama                             | 16. Jan. 2009 | politische Beziehungen                                                                                                  | [ 75 ]                          |
| 55  | Malediven                          | 19. Feb. 2009 | diplomatische Beziehungen                                                                                               | [ 98 ]                          |
| 56  | Palau                              | 6. März 2009  | akkreditierter Botschafter Kosovos in Tokio                                                                             | [ 100 ]                         |
| 57  | Gambia                             | 7. Apr. 2009  | diplomatische Beziehungen                                                                                               | [ 101 ] [ 102 ]                 |
| 58  | Saudi-Arabien                      | 20. Apr. 2009 | gegenseitige Botschaften seit Mai 2010 akkreditierter Botschafter Saudi-Arabiens in Tirana                              | [ 104 ] [ 105 ]                 |
| 59  | Komoren                            | 14. Mai 2009  | diplomatische Beziehungen                                                                                               | [ 107 ]                         |
| 60  | Bahrain                            | 19. Mai 2009  | diplomatische Beziehungen seit 12. März 2014                                                                            | [ 109 ]                         |
| 61  | Jordanien                          | 7. Juli 2009  | akkreditierter Botschafter Kosovos in Ankara                                                                            | [ 111 ]                         |
| 62  | Dominikanische Republik            | 10. Juli 2009 | | [ 112 ]                         |
| 63  | Neuseeland                         | 9. Nov. 2009  | diplomatische Beziehungen                                                                                               | [ 113 ] [ 114 ]                 |
| 64  | Malawi                             | 14. Dez. 2009 | diplomatische Beziehungen seit 20. Juli 2016                                                                            | [ 116 ]                         |
| 65  | Mauretanien                        | 12. Jan. 2010 | akkreditierter Botschafter Mauretaniens in Rom                                                                          | [ 118 ]                         |
| 66  | Eswatini                           | 12. Apr. 2010 | | [ 119 ]                         |
| 67  | Vanuatu                            | 28. Apr. 2010 | diplomatische Beziehungen seit 22. Sep. 2010                                                                            | [ 121 ]                         |
| 68  | Dschibuti                          | 12. Mai 2010  | diplomatische Beziehungen seit 22. März 2013                                                                            | [ 123 ]                         |
| 69  | Somalia                            | 19. Mai 2010  | diplomatische Beziehungen seit 6. Juni 2015                                                                             | [ 125 ]                         |
| 70  | Honduras                           | 3. Sep. 2010  | diplomatische Beziehungen seit 2. Dez. 2010                                                                             |                                 |
| 71  | Kiribati                           | 21. Okt. 2010 | | [ 127 ]                         |
| 72  | Tuvalu                             | 18. Nov. 2010 | | [ 128 ]                         |
| 73  | Katar                              | 7. Jan. 2011  | diplomatische Beziehungen seit 7. Jan. 2010                                                                             | [ 130 ]                         |
| 74  | Guinea-Bissau (Anmerkung GNB)      | 14. Jan. 2011 | akkreditierter Botschafter Kosovos in Dakar                                                                             | [ 132 ]                         |
| 75  | Oman                               | 4. Feb. 2011  | diplomatische Beziehungen                                                                                               | [ 133 ] [ 134 ]                 |
| 76  | Andorra                            | 8. Juni 2011  | diplomatische Beziehungen                                                                                               | [ 135 ]                         |
| 77  | Zentralafrikanische Republik       | 22. Juli 2011 | laut Serbien Aberkennung am 27. Juli 2019                                                                               | [ 137 ]                         |
| 78  | Guinea                             | 16. Aug. 2011 | | [ 138 ]                         |
| 79  | Niger                              | 16. Aug. 2011 | diplomatische Beziehungen seit 25. Jan. 2013                                                                            | [ 140 ]                         |
| 80  | Benin                              | 18. Aug. 2011 | | [ 141 ]                         |
| 81  | St. Lucia                          | 19. Aug. 2011 | | [ 142 ]                         |
| 82  | Gabun                              | 9. Sep. 2011  | diplomatische Beziehungen seit 5. März 2014                                                                             | [ 144 ]                         |
| 83  | Elfenbeinküste                     | 20. Sep. 2011 | diplomatische Beziehungen seit 24. Aug. 2016                                                                            | [ 146 ] [ 147 ]                 |
| 84  | Kuwait                             | 11. Okt. 2011 | diplomatische Beziehungen seit dem 16. Januar 2013; akkreditierter Botschafter Kuweits in Tirana seit dem 21. März 2017 | [ 150 ]                         |
| 85  | Ghana                              | 23. Jan. 2012 | diplomatische Beziehungen seit 2. Okt. 2012; akkreditierter Botschafter Ghanas in Ankara seit 8. Juni 2018              | [ 151 ]                         |
| 86  | Haiti                              | 10. Feb. 2012 | | [ 153 ]                         |
| 87  | São Tomé und Príncipe              | 13. März 2012 | | [ 154 ]                         |
| 88  | Brunei                             | 25. Apr. 2012 | diplomatische Beziehungen seit 20. Feb. 2017                                                                            | [ 156 ]                         |
| 89  | Tschad                             | 1. Juni 2012  | diplomatische Beziehungen                                                                                               | [ 157 ] [ 158 ]                 |
| 90  | Osttimor                           | 20. Sep. 2012 | → Kosovarisch-osttimoresische Beziehungen diplomatische Beziehungen                                                     | [ 159 ] [ 160 ]                 |
| 91  | Papua-Neuguinea                    | 3. Okt. 2012  | diplomatische Beziehungen; laut Serbien Aberkennung am 5. Juli 2018                                                     | [ 162 ] [ 163 ] [ 164 ] [ 165 ] |
| 92  | Burundi                            | 16. Okt. 2012 | | [ 166 ] [ 167 ]                 |
| 93  | Fidschi                            | 19. Nov. 2012 | diplomatische Beziehungen seit 13. Feb. 2013                                                                            | [ 169 ]                         |
| 94  | St. Kitts und Nevis                | 28. Nov. 2012 | diplomatische Beziehungen seit 5. März 2016                                                                             | [ 171 ]                         |
| 95  | Dominica                           | 11. Dez. 2012 | diplomatische Beziehungen seit 12. Dez. 2012                                                                            | [ 173 ]                         |
| 96  | Pakistan                           | 24. Dez. 2012 | diplomatische Beziehungen seit 27. Jan. 2013 Verbindungsbüro in Islamabad                                               | [ 175 ]                         |
| 97  | Guyana                             | 13. März 2013 | diplomatische Beziehungen seit 13. Juni 2013                                                                            | [ 177 ]                         |
| 98  | Tansania                           | 29. Mai 2013  | diplomatische Beziehungen seit 3. Apr. 2014                                                                             | [ 179 ]                         |
| 99  | Jemen                              | 12. Juni 2013 | | [ 180 ]                         |
| 100 | Ägypten                            | 27. Juni 2013 | Verbindungsbüro in Kairo                                                                                                | [ 181 ]                         |
| 101 | El Salvador                        | 29. Juni 2013 | diplomatische Beziehungen seit 18. Okt. 2014                                                                            | [ 183 ]                         |
| 102 | Thailand                           | 24. Sep. 2013 | diplomatische Beziehungen seit 22. Nov. 2013                                                                            | [ 185 ]                         |
| 103 | Grenada                            | 25. Sep. 2013 | diplomatische Beziehungen seit 25. September 2013; laut Serbien Aberkennung am 4. November 2018                         | [ 188 ]                         |
| 104 | Libyen                             | 25. Sep. 2013 | diplomatische Beziehungen seit 27. Aug. 2011                                                                            | [ 190 ]                         |
| 105 | Tonga                              | 15. Jan. 2014 | | [ 191 ]                         |
| 106 | Lesotho                            | 12. Feb. 2014 | | [ 192 ]                         |
| 107 | Togo                               | 3. Juli 2014  | diplomatische Beziehungen seit 21. Juli 2014; akkreditierter Botschafter Togos in Berlin seit 21. März 2017             | [ 195 ] [ 196 ] [ 197 ]         |
| 108 | Salomonen                          | 5. Aug. 2014  | laut Serbien Aberkennung am 3. Dez. 2018                                                                                | [ 199 ]                         |
| 109 | Antigua und Barbuda                | 19. Mai 2015  | diplomatische Beziehungen seit 26. Juli 2019                                                                            | [ 201 ]                         |
| 110 | Suriname                           | 8. Juli 2016  | laut Serbien Aberkennung am 21. Nov. 2017                                                                               | [ 203 ]                         |
| 111 | Singapur                           | 1. Dez. 2016  | diplomatische Beziehungen seit 1. Dez. 2016                                                                             | [ 205 ]                         |
| 112 | Bangladesch                        | 27. Feb. 2017 | diplomatische Beziehungen seit 27. Feb. 2018 Botschaft in Dhaka                                                         | [ 208 ]                         |
| 113 | Madagaskar                         | 27. Nov. 2017 | laut Serbien Aberkennung am 5. Dez. 2018                                                                                | [ 210 ]                         |
| 114 | Barbados                           | 15. Feb. 2018 | diplomatische Beziehungen seit 9. März 2018                                                                             | [ 212 ]                         |
| 115 | Israel                             | 4. Sep. 2020  | diplomatische Beziehungen seit 1. Feb. 2021                                                                             | [ 214 ] [ 215 ] [ 216 ]         |
| 116 | Kenia                              | 26. März 2025 | | [ 217 ]                         |
| 117 | Sudan                              | 12. Apr. 2025 | | [ 218 ]                         |

### De-facto-Staaten, nichtstaatliche Völkerrechtssubjekte und nichtverfassungsautonome politische Gemeinwesen
|   | De-facto-Staat | Datum         | Diplomatische Beziehungen | Quelle  |
| - | -------------- | ------------- | ------------------------- | ------- |
| 1 | Taiwan         | 18. Feb. 2008 |                           | [ 221 ] |
| 2 | Malteserorden  | 1. Juni 2009  |                           | [ 222 ] |
| 3 | Niue           | 18. Mai 2015  | diplomatische Beziehungen | [ 223 ] |
| 4 | Cookinseln     | 20. Mai 2015  | diplomatische Beziehungen | [ 224 ] |

### Internationale Organisationen (Auswahl)
Der Kosovo ist Mitglied zahlreicher internationaler Organisationen, darunter:
| Internationale Organisation                    | Datum         | Quelle  |
| ---------------------------------------------- | ------------- | ------- |
| Internationaler Währungsfonds (IWF)            | 22. Juni 2009 | [ 225 ] |
| Weltbank                                       | 22. Juni 2009 | [ 226 ] |
| Internationales Olympisches Komitee (IOC)      | 1. Jan. 2014  | [ 227 ] |
| Fédération Internationale de Basketball (FIBA) | 13. März 2015 |         |
| UEFA                                           | 3. Mai 2016   | [ 228 ] |
| FIFA                                           | 13. Mai 2016  | [ 229 ] |
| Weltzollorganisation (WCO)                     | 3. März 2017  | [ 230 ] |

## Positionen weiterer Staaten

### UN-Mitgliedstaaten
|    | Staat                          | Bemerkung |
| -- | ------------------------------ | --- |
| 1  | Serbien                        | → Serbisch-kosovarische Beziehungen Serbien erhebt formal weiterhin Anspruch auf den Kosovo und versucht durch seine Außenpolitik, der internationalen Anerkennung Kosovos entgegenzuwirken. Bereits 2013 erklärte die serbische Regierung aber, dass eine „serbische Souveränität über Kosovo praktisch nicht vorhanden ist“ und die „wahren Grenzen“ Serbiens in der Zukunft noch zu bestimmen seien. Bei seiner Rede im Mai 2017 zum Amtsantritt als serbischer Präsident regte Aleksandar Vučić einen internen Dialog über den Kosovo an: Serbien müsse sich von der althergebrachten „mythischen Herangehensweise“ an die Kosovo-Frage „befreien“. Zuvor hatte das Belgrader Zentrum für Sicherheitspolitik im Februar die Ergebnisse einer Umfrage veröffentlicht, in der eine große Mehrheit der befragten Serben angab, nie einen engen Kontakt nach Kosovo gehabt zu haben: Rund 80 Prozent hatten nie Verwandte oder Freunde im Kosovo und fast genauso viele waren überhaupt nie selbst im Kosovo. Nur etwa 7 Prozent besuchten den Kosovo nach dem Ende des Kosovokrieges 1999. |
| 2  | Russland                       | Russland ist Hauptverbündeter Serbiens und lehnt ein unabhängiges Kosovo ab. Bereits unmittelbar nach der Unabhängigkeitserklärung des Kosovo äußerte sich Russlands UN-Botschafter Witali Iwanowitsch Tschurkin gegen die einseitige Unabhängigkeitserklärung und forderte die Respektierung der UN-Resolution 1244. Wladimir Putin bezeichnete während seiner Amtszeit als russischer Präsident 2008 die Unabhängigkeitserklärung des Kosovo als „illegal“. Russland verhindert zusammen mit China mit dem Vetorecht im Sicherheitsrat der Vereinten Nationen eine Aufnahme des Kosovo in die UNO. |
| 3  | Volksrepublik China            | China verhindert zusammen mit Russland mit dem Vetorecht im Sicherheitsrat der Vereinten Nationen eine Aufnahme des Kosovo in die UNO. Die Verhinderung der Aufnahme des Kosovo in die UNO ist von der Tatsache geprägt, dass China selbst mit der Beanspruchung des Territoriums der Republik China (Taiwan), der immer wieder gewaltsam unterdrückten Unabhängigkeitsbestrebung der Uiguren sowie der separatistischen Bestrebungen Tibets in mehrere ähnliche Fälle verwickelt ist. |
| 4  | Indien                         | Im Mai 2018 versicherte der indische Vizepräsident Venkaiah Naidu der serbischen Regierung, dass sein Land die Einstellung bezüglich der Nicht-Anerkennung Kosovos beibehalten würde. Indiens Einstellung bezüglich der Nicht-Anerkennung Kosovos beruht augenscheinlich auf Indiens Rolle im Kaschmir-Konflikt, insbesondere auch der nationalistisch-separatistischen Ambitionen von Teilen der Bevölkerung in Kaschmir, so wie die Ansprüche auf das nach offizieller indischer Sicht zum Unionsterritorium gehörende aber unter pakistanischer Kontrolle stehende Gilgit-Baltistan sowie die chinesisch kontrollierten Gebiete Aksai Chin und Shaksgam-Tal. Darüber hinaus sieht sich Indien mit zahlreichen separatistischen Organisationen im Nordosten des Landes konfrontiert. |
| 5  | Spanien                        | Aufgrund eigener Autonomiebestrebungen im Land, namentlich denen in Katalonien und im Baskenland, stellt sich Spanien gegen eine Unabhängigkeit Kosovos. Zudem bestanden im Februar 2008 Bedenken gegen die Rechtmäßigkeit der kosovarischen Unabhängigkeitserklärung. Ministerpräsident Mariano Rajoy sagte im April 2013, dass Spanien den Kosovo nicht anerkennt und seine Regierung die Einstellung diesbezüglich nicht ändern wird. Spanien ist eines der fünf EU-Mitgliedsländer, die den Kosovo nicht anerkennen. |
| 6  | Griechenland                   | 2015 erklärte der griechische Außenminister, dass sein Land den Kosovo bei der Integration in internationale Organisationen unterstützt. Eine Anerkennung wird von Griechenland nicht grundsätzlich ausgeschlossen. Kosovo hat in Athen ein Verbindungsbüro. Griechenland ist eines der fünf EU-Mitgliedsländer, die den Kosovo nicht anerkennen. |
| 7  | Zypern                         | Die Republik Zypern unterhält traditionell gute wirtschaftliche und diplomatische Beziehungen zu Serbien. Eine Anerkennung des Kosovo wird von Nikosia aufgrund der Auseinandersetzung mit dem völkerrechtlich zu Zypern gehörigen, jedoch von türkischen Truppen besetzten Nordzypern abgelehnt – diese Position wird auch von Griechenland unterstützt. In einer Stellungnahme aus dem Jahre 2012 gab das zyprische Außenministerium bekannt, dass die Position Zyperns zur Nicht-Anerkennung des Kosovo unverändert bleibt. Zypern ist eines der fünf EU-Mitgliedsländer, die den Kosovo nicht anerkennen. |
| 8  | Rumänien                       | Im Mai 2015 äußerte der damalige rumänische Premierminister Victor Ponta, dass eine Anerkennung des Kosovo durch Rumänien durchaus möglich sei. Sein Nachfolger Dacian Cioloș stellte im November 2016 klar, dass die Position Rumäniens bezüglich der Anerkennung des Kosovo unverändert bleibt. Als Begründung für Rumäniens ablehnende Haltung werden u. a. verschiedentlich Befürchtungen angenommen, dass die ethnische Mehrheit ungarischer Abstammung im Szeklerland, einer historischen Region im Osten Siebenbürgens von der Größe Kosovos, die bisher meist nur marginal ausgelebten Autonomiebestrebungen eines Tages intensivieren könnte. Rumänien ist eines der fünf EU-Mitgliedsländer, die den Kosovo nicht anerkennen. |
| 9  | Slowakei                       | Aus Sorge vor möglichen Autonomiebestrebungen der ungarischen Minderheit in der Slowakei hat das Land den Kosovo bisher nicht anerkannt. Der im Frühjahr 2014 zum slowakischen Präsidenten gewählte Andrej Kiska möchte den Kosovo anerkennen, doch Ministerpräsident Robert Fico hielt an der Nicht-Anerkennung fest. Die Slowakei ist eines der fünf EU-Mitgliedsländer, die den Kosovo nicht anerkennen. |
| 10 | Belarus                        | Im Mai 2012 gab der belarussische Botschafter in Belgrad Uladzimir Chushaw bekannt, dass sein Land den Kosovo niemals anerkennen wird. |
| 11 | Bosnien und Herzegowina        | Damit Bosnien-Herzegowina den Kosovo auf gesamtstaatlicher Ebene anerkennen kann, müssen alle drei Vertreter des Staatspräsidiums (bestehend aus einem serbischen, einem kroatischen und einem bosniakischen Vertreter) diesem Schritt zustimmen. Hierbei blockieren die Vertreter aus der Republika Srpska stets eine Anerkennung des Kosovo durch Sarajevo. |
| 12 | Moldau                         | In einem Interview mit Journalisten in Chișinău Ende Februar 2008 erklärte Moldaus Staatspräsident Vladimir Voronin, sein Land werde die Unabhängigkeit Kosovos niemals anerkennen. Für die ganze Weltgemeinschaft könnten solche Präzedenzfälle „unvorhersehbare Konsequenzen“ nach sich ziehen. Im Rahmen des Transnistrien-Konflikts hatte sich das inzwischen de facto unabhängige Transnistrien von der Republik Moldau abgespaltet, was seitens der moldauischen Regierung nicht anerkannt wird. Zum anderen war auch im weitgehend autonomen Gebiet Gagausien vor dem Hintergrund der Krise in der Ukraine 2014 ein erneutes Anwachsen separatistischer Bestrebungen zu befürchten, zumal das gagausische Regionalparlament 2008 die Unabhängigkeit Abchasiens und Südossetiens anerkannt hatte. |
| 13 | Ukraine                        | Die Regierungsvertreterin Iwanna Klympusch-Zynzadse erklärte im Juli 2016, dass die Ukraine bei der Nicht-Anerkennung des Kosovo bleibt. Des Weiteren unterstütze Kiew die Bildung der Assoziation serbischer Gemeinden im Kosovo. |
| 14 | Georgien                       | In einem Interview von 2012 äußerte sich Georgiens Präsident Micheil Saakaschwili: „Wir glauben, aus völkerrechtlicher Sicht und ausgehend von der inneren Situation in unserem Land wäre die Anerkennung der Unabhängigkeit Kosovos nicht zutreffend.“ |
| 15 | Armenien                       | In einem Interviewgespräch mit dem russischen Hörfunksender Echo Moskwy im Januar 2011 bezog der armenische Präsident Sersch Sargsjan Position: „Wir können die Souveränität Kosovos, wie auch die von Abchasien und Südossetien, nicht anerkennen, solange wir die Unabhängigkeit der Republik Bergkarabach nicht anerkannt haben.“ |
| 16 | Aserbaidschan                  | Im Februar 2008 gab das aserbaidschanische Außenministerium bekannt, dass es die Unabhängigkeitserklärung des Kosovo als „illegal“ ansieht und deswegen nicht anerkennt. Einfluss auf diese Position hatte wohl die Frage nach dem Status von Bergkarabach – Aserbaidschan versuchte lange, die Kontrolle über die Republik Arzach zu bekommen, was schließlich im September 2023 gelang. |
| 17 | Iran                           | Bei einem Treffen mit seinem iranischen Amtskollegen Mohammed Dschawad Sarif im August 2015 bedankte sich der Außenminister und zugleich Erster stellvertretender Ministerpräsident Serbiens Ivica Dačić bei der Islamischen Republik für die prinzipielle Position der Nichtanerkennung Kosovos. |
| 18 | Kasachstan                     | Wenige Tage nach der Souveränitätserklärung Kosovos verkündete der Sprecher des kasachischen Außenministeriums auf einer Pressekonferenz, man sehe in der einseitigen Unabhängigkeitsbekundung von Kosovo die Verletzung der international anerkannten Prinzipien des Völkerrechts und spreche sich daher für die territoriale Unversehrtheit Serbiens aus. |
| 19 | Usbekistan                     | |
| 20 | Turkmenistan                   | |
| 21 | Kirgisistan                    | Die kirgisische Regierung hat grundsätzlich verzichtet, Kosovo als einen eigenständigen Staat anzuerkennen. Im Außenministerium äußerte man Besorgnis wegen der einseitigen Unabhängigkeitserklärung, wonach diese das weltweite Erstarken separatistischer Bewegungen zur Folge haben könnte. Kirgisistan rufe die Konfliktseiten zu politischen Gesprächen im Rahmen des Völkerrechts auf. Gleichzeitig verlange man, das Recht und die Sicherheit aller ethnischen Minderheiten zu gewährleisten. |
| 22 | Tadschikistan                  | Der Vorsitzende des Ausschusses für internationale Angelegenheiten des tadschikischen Parlaments Asomidin Saidov teilte mit, sein Land werde die Unabhängigkeit Kosovos nicht anerkennen. Diese widerspreche den völkerrechtlichen Prinzipien und könnte als Präzedenzfall für andere Volksgruppen wie die Basken in Spanien und Frankreich, Iren im Norden Großbritanniens, Uiguren in China, Kurden in der Türkei und im Iran etc. dienen. |
| 23 | Mongolei                       | |
| 24 | Irak                           | |
| 25 | Syrien                         | |
| 26 | Libanon                        | |
| 27 | Tunesien                       | |
| 28 | Algerien                       | Der serbische Präsident Tomislav Nikolić bedankte sich im Mai 2016 bei einem Staatsbesuch in Algerien für die Nicht-Anerkennung. |
| 29 | Marokko                        | |
| 30 | Mali                           | Bei einem Treffen im August 2011 zwischen Behgjet Pacolli und Amadou Toumani Touré versprach der Präsident Malis, sich ernsthaft mit einer möglichen Anerkennung des Kosovo auseinanderzusetzen. Am 21. August 2012 wurde vermeldet, dass Mali Kosovo anerkannt hätte, drei Tage später jedoch verneinte das malische Präsidialamt diese Tatsache und erklärte, die veröffentlichte note verbale sei nicht rechtmäßig. Kurz darauf gab auch Pacolli zu, dass Kosovo durch Mali nicht anerkannt worden sei. Er führte dieses Missverständnis auf interne Probleme in Mali zurück (Putsch in Mali 2012). Am 31. August 2012 besuchte Pacolli erneut Mali, um die Situation zu klären. Dabei erhielt er das Versprechen der Staatsführung, dass eine Anerkennung ausgesprochen werde, sobald Mali seine inneren Probleme überwunden habe. Die Lage in Mali hat sich jedoch weiter verschärft. In den nordöstlichen Landesteilen gibt es immer wieder bewaffnete Aufstände der Tuareg. Neben 2012 war dies auch in den Jahren 1963, 1991 und 2006 der Fall. Eine erneute Abspaltung von Azawad ist immer wieder denkbar. Mit einer Anerkennung des Kosovo ist somit in nächster Zeit kaum zu rechnen. |
| 31 | Nigeria                        | Am 12. September 2011 erkannte Nigeria die Unabhängigkeit des Kosovo an. Im März 2012 erklärte das Außenministerium der Republik Kosovo jedoch, dass die Anerkennung aufgrund fehlender diplomatischer Note noch nicht vollzogen ist. Zwei Jahre später stellte auch der nigerianische Außenminister Aminu Bashir Wali im März 2014 klar, dass sein Land den Kosovo doch nicht anerkennt. Seit den 1960er-Jahren besteht das Bedürfnis der christlichen ethnischen Minderheit der Igbo im Südosten von Nigeria von dem ansonsten islamisch geprägten Land die Unabhängigkeit zu erreichen, was zur Gründung der Republik Biafra führte, welche im Zuge des dreijährigen Biafra-Krieges wieder gewaltsam eingegliedert wurde. Seitdem setzen sich weiterhin verschiedene Gruppierungen für die Wiedereinsetzung des Staates ein. Unter anderem kämpft die militante Untergrundorganisation Movement for the Actualization of the Sovereign State of Biafra (Bewegung für die Verwirklichung eines souveränen Staates Biafra) für die Unabhängigkeit. Unter diesen Vorzeichen ist es unwahrscheinlich, dass Nigeria den Kosovo letztendlich als eigenen Staat anerkennt.                            |
| 32 | Kamerun                        | |
| 33 | Südsudan                       | |
| 34 | Eritrea                        | |
| 35 | Äthiopien                      | Äthiopien drohte Serbien im Dezember 2014 mit der Anerkennung des Kosovo. Bei der Auseinandersetzung zwischen Belgrad und Addis Abeba geht es um alte Schulden aus den 1950er-Jahren, die Serbien als Rechtsnachfolger Jugoslawiens von dem afrikanischen Land einfordert – Äthiopien dagegen fordert eine Erlassung der Schulden. Behgjet Pacolli sagte am 2. Mai 2019 in einer Kommission, dass Äthiopien, den Kosovo anerkennen wird und unterstützt die internationale Integration des Kosovo. |
| 36 | Uganda                         | Am 17. Februar 2012 wurde vermeldet, dass Uganda den Kosovo anerkannt habe. Kurz darauf erklärte der damalige serbische Außenminister Vuk Jeremic nach einem Gespräch mit seinem ugandischen Amtskollegen, dass die Anerkennung doch nicht stattgefunden hat. Im März 2012 bestätigte auch das Außenministerium der Republik Kosovo, dass die Anerkennung durch Uganda noch aussteht, da die diplomatische Note noch nicht eingetroffen ist. Im Januar 2016 traf Behgjet Pacolli den ugandischen Präsidenten Yoweri Museveni. Daraufhin wurde eine Anerkennung mittels diplomatischer Note versprochen, zudem unterstützt Uganda die internationale Integration des Kosovo ausdrücklich. |
| 37 | Ruanda                         | Am 21. Januar 2019 reiste Behgjet Pacolli nach Kigali, dort traf er den ruandischen Präsident Paul Kagame. Daraufhin wurde vermeldet, dass Ruanda den Kosovo schnellstmöglich anerkennen wird. Obwohl Ruanda den Kosovo nicht anerkennt, hat Ruanda ausdrücklich versprochen, den Kosovo bei der internationalen Integration zu unterstützen. Ruanda stimmte im November 2015 und 2018 für eine UNESCO- und Interpol-Mitgliedschaft Kosovos. |
| 38 | Demokratische Republik Kongo   | Am 2. Mai 2019 wurde bekannt gegeben, dass die Demokratische Republik Kongo den Kosovo bald anerkennen wird. |
| 39 | Republik Kongo                 | |
| 40 | Äquatorialguinea               | |
| 41 | Angola                         | |
| 42 | Namibia                        | |
| 43 | Sambia                         | Obwohl Sambia den Kosovo nicht anerkennt, sagte Behgjet Pacolli am 2. Mai 2019 in einer Kommission, dass Sambia die internationale Integration des Kosovo unterstützt. |
| 44 | Simbabwe                       | |
| 45 | Mosambik                       | |
| 46 | Botswana                       | |
| 47 | Südafrika                      | |
| 48 | Mauritius                      | |
| 49 | Seychellen                     | |
| 50 | Kap Verde                      | |
| 51 | Nepal                          | |
| 52 | Bhutan                         | |
| 53 | Myanmar                        | Nachdem im Januar 2014 Berichte aufgetaucht waren, wonach Myanmar den Kosovo anerkannt hat, dementierte das kosovarische Außenministerium dies und stellte klar, keine Anerkennung durch Myanmar erhalten zu haben. |
| 54 | Laos                           | |
| 55 | Kambodscha                     | |
| 56 | Vietnam                        | 2008 sprach sich Vietnam zunächst gegen eine Anerkennung des Kosovo aus. Drei Jahre später teilte der stellvertretende vietnamesische Premierminister Phạm Gia Khiêm mit, sein Land unterstütze eine Lösungsfindung für Kosovo, welche vom Sicherheitsrat der Vereinten Nationen ausgeht. |
| 57 | Philippinen                    | Im Februar 2008 hielten die Philippinen zunächst Abstand von einer Anerkennung des Kosovo, um laufende Friedensgespräche mit muslimischen Separatisten nicht potenziell zu gefährden. Dennoch stellte sich das Land nach Aussage von Außenminister Alberto Romulo nicht grundsätzlich gegen die Idee eines unabhängigen Kosovo. Die Islamische Befreiungsfront der Moros begrüßte derweil die kosovarische Unabhängigkeitserklärung und deren Anerkennung seitens der USA und europäischen Staaten. Im November 2012 würdigte der stellvertretende philippinische Außenminister Rafael E. Seguis bei einem Treffen mit Enver Hoxhaj die generellen Fortschritte, die der Kosovo gemacht hat, und versprach weiterführende Unterstützung vonseiten der Philippinen. Sein Land hätte vollstes Verständnis für die Unabhängigkeit des Kosovo und man werde die von Hoxhaj geforderte Anerkennung in Erwägung ziehen. |
| 58 | Indonesien                     | Bereits im Februar 2008 hat Indonesien eine Anerkennung der Unabhängigkeitserklärung des Kosovo abgelehnt, aus Sorge davor, dass separatistische Bestrebungen im eigenen Land gefördert werden könnten. Der serbische Präsident Tomislav Nikolić bedankte sich im April 2016 bei einem Staatsbesuch in Indonesien für die Nicht-Anerkennung. |
| 59 | Mexiko                         | |
| 60 | Guatemala                      | |
| 61 | Nicaragua                      | |
| 62 | Kuba                           | Im Februar 2015 bestätigte die kubanische Botschafterin in Belgrad Adela Mayra Ruiz Garcia, dass ihr Land weiterhin den serbischen Anspruch auf den Kosovo unterstützt. |
| 63 | St. Vincent und die Grenadinen | |
| 64 | Trinidad und Tobago            | |
| 65 | Venezuela                      | |
| 66 | Ecuador                        | |
| 67 | Brasilien                      | |
| 68 | Bolivien                       | |
| 69 | Uruguay                        | |
| 70 | Chile                          | |
| 71 | Argentinien                    | |
| 72 | Sri Lanka                      | |
| 73 | Nordkorea                      | |
| 74 | Paraguay                       | |
| 75 | Bahamas                        | Bei einem Treffen der Außenminister von Bahamas und Kosovo, Frederick A. Mitchel und Enver Hoxhaj, im September 2012 äußerte Mitchel, dass Bahamas den Kosovo unterstützt. |
| 76 | Jamaika                        | Die jamaikanische Regierung lehnte 2009 einen Antrag der Vereinigten Staaten auf Anerkennung des Kosovo ab. Am 23. Juli 2009 erklärte die Unterstaatssekretärin für multilaterale Angelegenheiten im jamaikanischen Ministerium für auswärtige Angelegenheiten und Außenhandel, Botschafterin Vilma McNish, dass sie keine Änderung der Entscheidung der Regierung von Jamaika erwarte, die formelle diplomatische Anerkennung nicht auf das Kosovo auszudehnen. Nach Treffen mit jamaikanischen Beamten im April 2010 erklärte der serbische Außenminister Vuk Jeremić, Serbien könne auf die fortgesetzte Unterstützung Jamaikas bei der Wahrung seiner Souveränität und territorialen Integrität zählen. Am 20. Februar 2020 gab der Präsident des Kosovo, Hashim Thaçi, auf Twitter eine Erklärung ab, in der er Jamaika für die Anerkennung des Kosovo als souveränes und unabhängiges Land dankte. Diese vermeintliche Anerkennung wurde jedoch am selben Tag von Jamaikas Außen- und Außenhandelsministerin Kamina Johnson-Smith bestritten. |

### Zurückgezogene Anerkennungen
Im Oktober 2017 zog die Regierung von Suriname ihre Anerkennung des Kosovo als erster Staat zurück. Laut serbischen Quellen folgten in den folgenden zwei Jahren 14 Staaten, die ihre Anerkennung des Kosovo zurückzogen, woraufhin am 27. Juli 2019 auch die Zentralafrikanische Republik ihre Anerkennung zurückzog. Der kosovarische Politiker Behgjet Pacolli erklärte, dass kein Staat die Anerkennung zurückgezogen hätte: Serbien versuche lediglich mit allen Mitteln, den Staat zu unterdrücken. Das kosovarische Außenministerium erkennt die Aberkennungen durch Papua-Neuguinea, Liberia, Guinea-Bissau und Ghana nicht an. Während eines offiziellen Staatsbesuches in Sierra Leone teilte der serbische Außenminister Ivica Dačić am 3. März 2020 mit, dass das Land die Anerkennung des Kosovo zurückgezogen hat. Sierra Leone hat dies bisher nicht offiziell bestätigt. Daneben teilte er mit, dass mittlerweile 18 Staaten ihre vormalige Anerkennung widerrufen hätten und damit mittlerweile weniger als die Hälfte der UN-Staaten das „Territorium“ des Kosovo als unabhängig betrachten würden. Im September 2020 unterzeichneten Vertreter Serbiens und des Kosovos ein Abkommen, in dem Serbien sich verpflichtete, für ein Jahr seine Kampagne zur Aberkennung des Kosovos zu stoppen. Das Kosovo wollte im Gegenzug dafür ein Jahr lang keine Mitgliedschaft in internationalen Organisationen beantragen.

### Beobachternationen der UNO
| Staat          | Bemerkung |
| -------------- | --- |
| Heiliger Stuhl | Am 7. September 2018 erhob Papst Franziskus die Apostolische Administratur Prizren in den Status einer eigenen unabhängigen Diözese Bistum Prizren-Pristina. Diese Geste wird als wichtiger Schritt in Richtung Anerkennung des Staates Kosovo gedeutet. Kurz darauf verkündete Regierungschef Haradinaj, dass der Vatikan den Dialog mit Kosovo kontinuierlich vertieft hat. |

### Anerkennende Staaten mit widersprüchlichen Aussagen
Während die Regierung Polens mittels einer diplomatischen Note am 26. Februar 2008 die Republik Kosovo anerkannte, äußerte sich der damalige polnische Präsident Lech Kaczyński negativ zu einer Anerkennung und stellte klar, dass Polen nie eine Anerkennung durchgeführt habe und er eine solche auch nie gegenzeichnen würde. Wenig später erklärte er dann, die Entscheidung der Regierung über die Anerkennung zu akzeptieren, kündigte jedoch seinen Widerstand gegen die Aufnahme diplomatischer Beziehungen an. Trotz letztendlich erfolgter Anerkennung unterhält Polen keine diplomatischen Beziehungen mit dem Kosovo.

## Europäisches Parlament
Der Ausschuss für auswärtige Angelegenheiten, Menschenrechte, Gemeinsame Sicherheit und Verteidigungspolitik des Europäischen Parlaments fordert von allen Mitgliedstaaten, den Kosovo anzuerkennen. Bisher haben Rumänien, Slowakei, Spanien, Griechenland und Zypern den Kosovo nicht anerkannt.